# Hochschule für Kirchenmusik der Evangelischen Kirche der schlesischen Oberlausitz

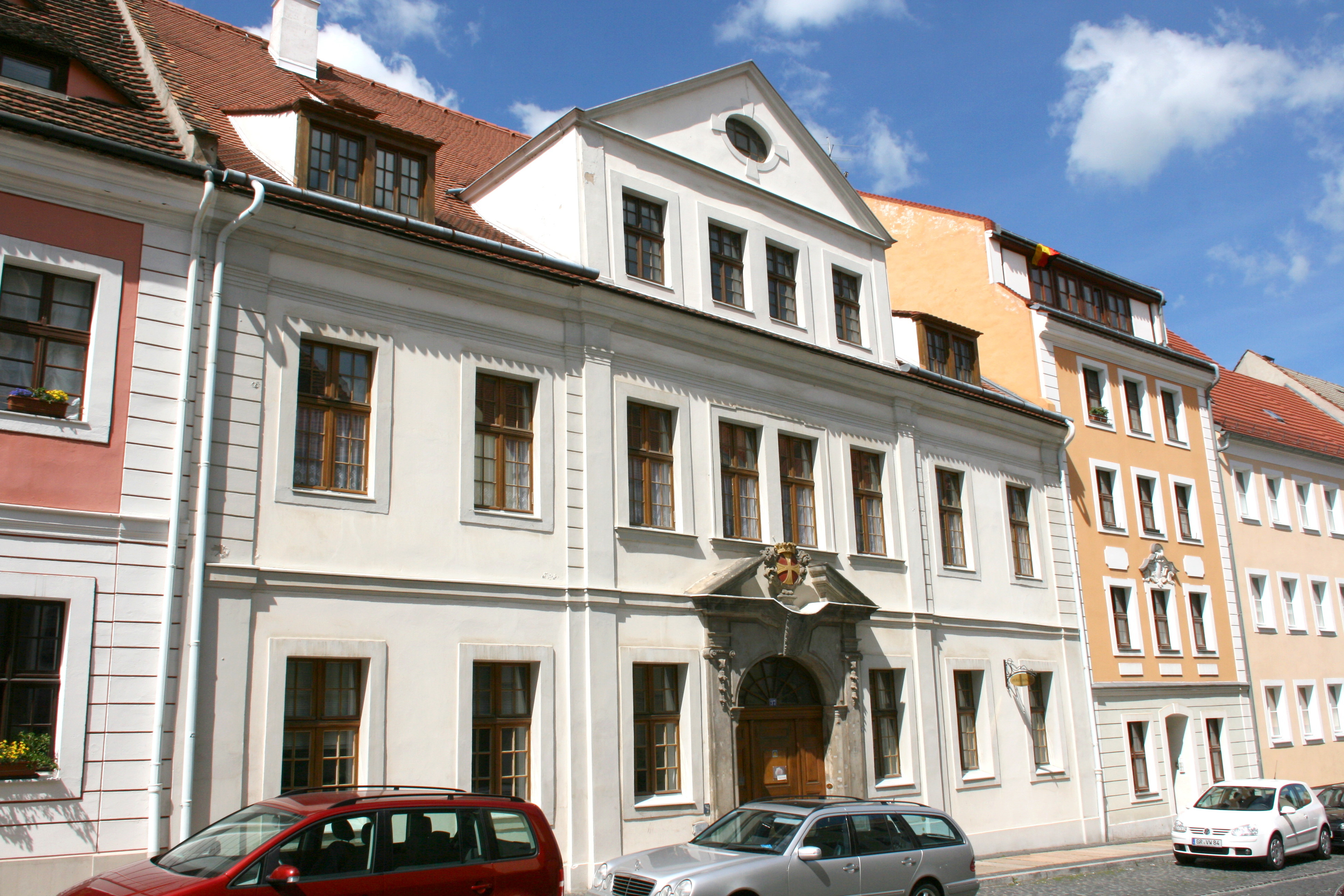
Gebäude der ehemaligen Hochschule für Kirchenmusik, Zustand 2010

Die Hochschule für Kirchenmusik der Evangelischen Kirche der schlesischen Oberlausitz in Görlitz war eine staatlich anerkannte Einrichtung der Evangelischen Kirche Berlin-Brandenburg-schlesische Oberlausitz, ihre Schließung erfolgte 2008.

## Studiengänge
- Evang. Kirchenmusik: B (Diplom) 8 Semester, C 4 Semester
- Kath. Kirchenmusik: B (Diplom) 8 Semester, C 4 Semester

## Geschichte
Die Kirchenmusikschule wurde 1927 in Breslau gegründet, die Neugründung erfolgte 1947 in Görlitz. Bis 2000 firmierte sie als Evangelische Kirchenmusikschule Görlitz, dann erfolgte die Umwandlung in die Hochschule für Kirchenmusik der Evangelischen Kirche der schlesischen Oberlausitz, später in Hochschule für Kirchenmusik der Evangelischen Kirche Berlin-Brandenburg-schlesische Oberlausitz. Die Schließung der Hochschule erfolgte zum 1. August 2008.
Zu den Schülern gehörten u. a. der sorbische Komponist Jan Paul Nagel sowie Christfried Schmidt.